# Iridopsis vacillaria
Iridopsis vacillaria là một loài bướm đêm trong họ Geometridae.